# Monanthotaxis ambrensis
Monanthotaxis ambrensis är en kirimojaväxtart som först beskrevs av Alberto Judice Leote Cavaco och Monique Keraudren, och fick sitt nu gällande namn av Bernard Verdcourt. Monanthotaxis ambrensis ingår i släktet Monanthotaxis och familjen kirimojaväxter. Inga underarter finns listade i Catalogue of Life.